# Listă de companii din Cluj-Napoca
Aceasta este o listă de companii românești și internaționale cu sediul în Cluj-Napoca.
- ACI Cluj
- Ardaf
- Armătura
- Automobile Componente Electrice (ACE) Cluj [1][2]
- Banca Transilvania (împreună cu BT Asigurări, BT Asset Management [nefuncțională – arhivă]
, BT Leasing, BT Securities, BT Direct și Compania de Factoring)
- Blitz
- Carbochim
- Casier Total
- Codec [3]
- EuroGSM
- Farmec
- Globinvest
- Prodvinalco
- RE/MAX
- Sanex
- Secpral - http://www.secpral.ro [4] [5]
- Serimer  Arhivat în 9 martie 2006, la Wayback Machine.
- SSIF Broker
- STK Financial
- Target Asset Management Arhivat în 1 mai 2007, la Wayback Machine.
- Target Capital Arhivat în 4 aprilie 2007, la Wayback Machine.
- Tera Land Arhivat în 20 iulie 2013, la Wayback Machine.
- Terapia
- TopoCadVision
- Ursus
- Vitrina Advertising

## Confecții
- Flacăra Cluj
- Jolidon
- Textile-Încălțăminte [6]
- Tricotaje Someșul

## Companii de IT
- Agis Computer
- Alfa Software
- Arobs Transilvania Software
- ArtSoft Consult
- Astral Telecom
- Robert Bosch SRL
- Codespring
- Cososys -
- DlhSoft
- EBS
- Intend Computer
- IQuest
- MCRO
- Net Brinel
- Nivis - www.nivis.com -  Arhivat în 4 martie 2016, la Wayback Machine.
- Plus Computers
- Recognos - www.recognos.ro [7][8][9]
- SoftVision
- Starnet Consulting
- Transart
- Yonder